# Сілвер-Спрінгс-Шорс (Флорида)
Сілвер-Спрінгс-Шорс (англ. Silver Springs Shores) — переписна місцевість (CDP) в США, в окрузі Меріон штату Флорида. Населення — 24 846 осіб (2020).

## Географія
Сілвер-Спрінгс-Шорс розташований за координатами 29°6′0″ пн. ш. 82°0′26″ зх. д. / 29.10000° пн. ш. 82.00722° зх. д. (29.100069, -82.007273).  За даними Бюро перепису населення США в 2010 році переписна місцевість мала площу 12,50 км², з яких 12,37 км² — суходіл та 0,13 км² — водойми.

## Демографія
Згідно з переписом 2010 року, у переписній місцевості мешкало 6539 осіб у 2668 домогосподарствах у складі 1687 родин. Густота населення становила 523 особи/км².  Було 3449 помешкань (276/км²).
Расовий склад населення:
| - 57,5 % — білих - 33,3 % — чорних або афроамериканців - 1,1 % — азіатів - 0,6 % — корінних американців - 0,1 % — вихідців з тихоокеанських островів - 4,4 % — осіб інших рас |

До двох чи більше рас належало 3,0 %. Частка іспаномовних становила 16,3 % від усіх жителів.
За віковим діапазоном населення розподілялося таким чином: 23,9 % — особи молодші 18 років, 53,3 % — особи у віці 18—64 років, 22,8 % — особи у віці 65 років та старші. Медіана віку мешканця становила 41,0 року. На 100 осіб жіночої статі у переписній місцевості припадало 85,6 чоловіків;  на 100 жінок у віці від 18 років та старших — 79,4 чоловіків також старших 18 років.
Середній дохід на одне домашнє господарство  становив 33 582 долари США (медіана — 27 682), а середній дохід на одну сім'ю — 38 184 долари (медіана — 32 457). Медіана доходів становила 25 599 доларів для чоловіків та 19 394 долари для жінок. За межею бідності перебувало 28,8 % осіб, у тому числі 45,4 % дітей у віці до 18 років та 11,3 % осіб у віці 65 років та старших.
Цивільне працевлаштоване населення становило 2234 особи. Основні галузі зайнятості: освіта, охорона здоров'я та соціальна допомога — 31,6 %, мистецтво, розваги та відпочинок — 17,6 %, роздрібна торгівля — 11,1 %, виробництво — 8,9 %.